# Vórtice temporal
Na ficção científica, o vórtice temporal, ou vórtex temporal é uma forma que as máquinas do tempo têm para viajar através do tempo. É usado principalmente como uma espécie de buraco de minhoca no tempo e no espaço usado geralmente em filmes de viagem no tempo, como As Aventuras de Peabody e Sherman, ou até mesmo em séries, como Doctor Who e The Flash.

## Doctor Who

Imagem da TARDIS num Vórtice

Doctor Who é uma série de ficção científica da BBC sobre viagem no tempo.
O vórtice está fora do Espaço-tempo, e, portanto, as regras normais da física não se aplicam. Por exemplo, em vórtice a equação para a relação entre a energia e matéria é E=MC³. Na Virgin New Adventures, foi afirmado que o vórtice foi construído pelos Senhores do Tempo como uma espiral multidimensional que ligava todos os pontos no espaço e no tempo.
O vórtice é um ambiente extremamente hostil. No arco Planet of Giants, abrindo as portas TARDIS (máquina do tempo) em voo, o Primeiro Doutor e seus companheiros encolheram para cerca de uma polegada.